# Angelo Mangiarotti
Angelo Mangiarotti (Milano, 26 febbraio 1921 – Milano, 30 giugno 2012) è stato un architetto, designer e urbanista italiano.
Si tratta di una delle figure più importanti nel campo dell'architettura e dell'urbanistica, soprattutto italiana e statunitense (ma anche giapponese ed europea), nonché internazionalmente riconosciuto come uno dei designer più influenti del XX secolo e tra le figure più rilevanti del disegno industriale italiano. Oltre che per le sue attività principali, Mangiarotti è famoso anche come scultore (passione, quella per la scultura, che lo influenza molto nei suoi ultimi 20 anni di carriera di progettista), nonché per essere uno dei fondatori dell'ADI - Associazione per il Disegno Industriale: il più antico e importante ente legato al disegno industriale.
Ha ricevuto diversi riconoscimenti sia in Italia che in altri paesi e ha contribuito con molte importanti aziende di arredamento italiane, ma anche aziende automobilistiche come l'Alfa Romeo. Oltre alla sua collaborazione con altri nomi importanti dell'architettura internazionale, alla sua professione di progettista ha affiancato un'intensa attività didattica internazionale. Aveva una visione dell'architettura come un'arte pratica, sobria e funzionale; il disegno industriale, influenzato dalla scultura, era per Mangiarotti un'espressione di manualità dell'artigiano sulla materia ma mai a discapito della funzione.

## Biografia
(Angelo Mangiarotti)

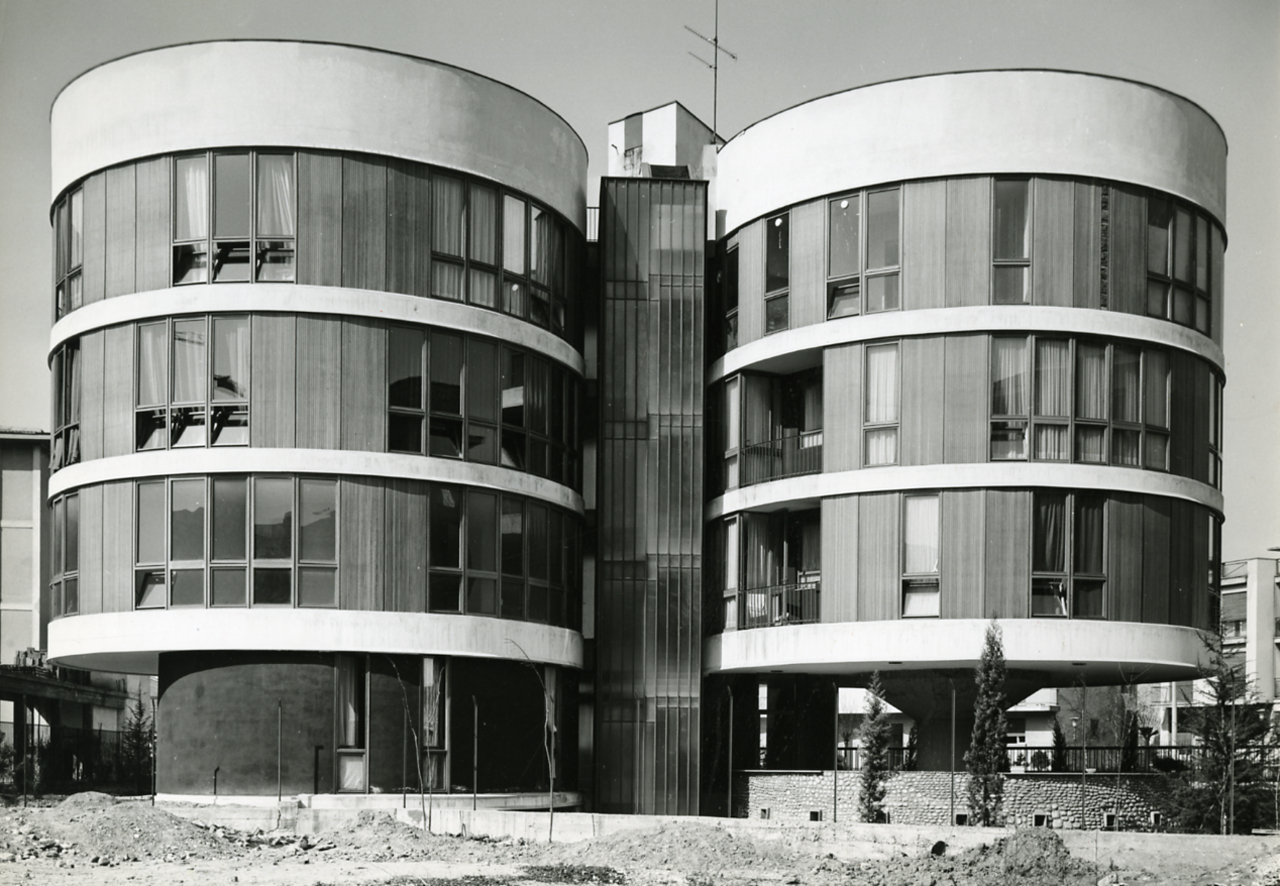
La "Casa a tre cilindri" fotografata da Paolo Monti nel 1970

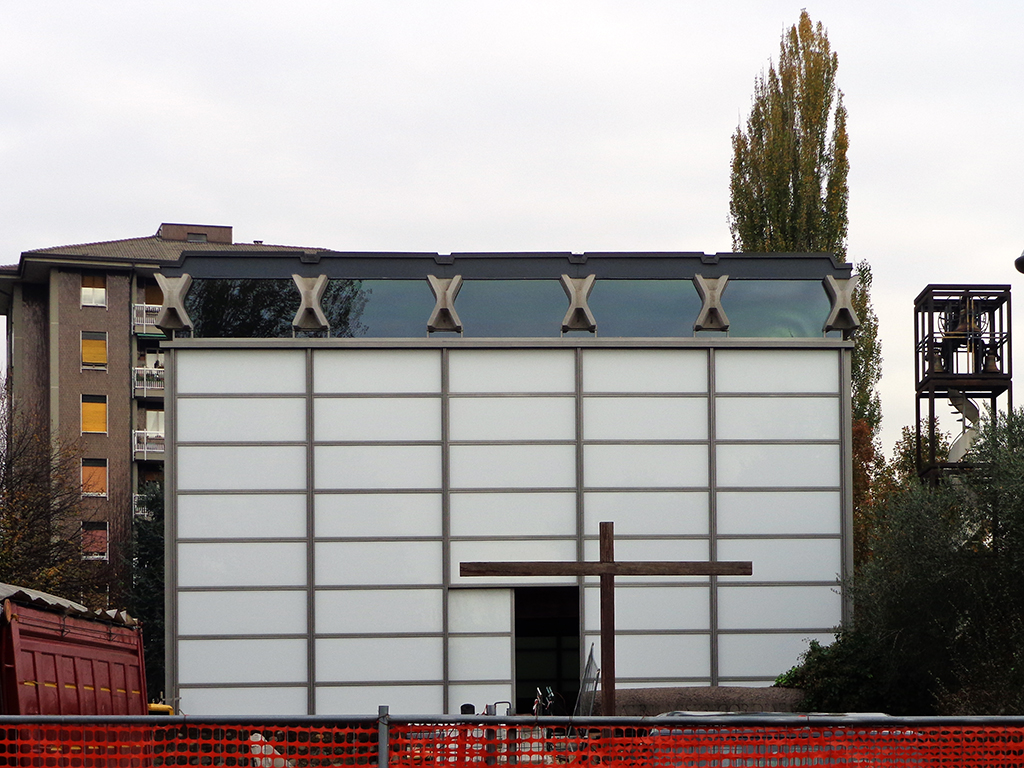
La cosiddetta "chiesa di vetro" a Baranzate

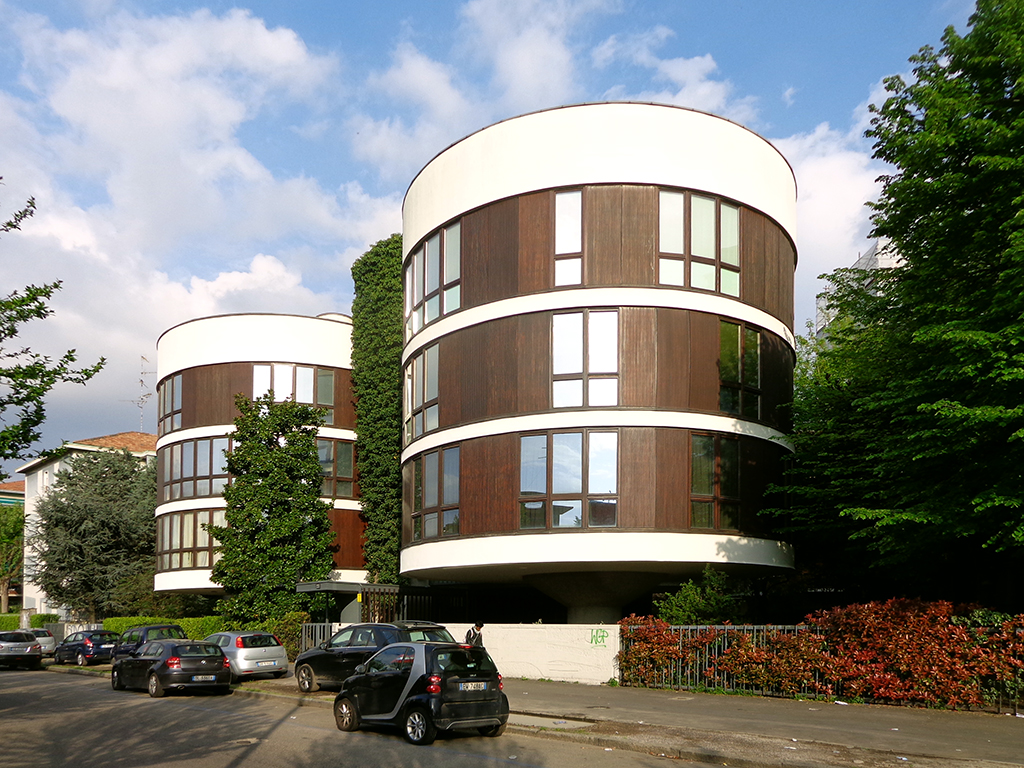
La cosiddetta "casa a tre cilindri" a Milano

Conseguito il diploma di geometra e la maturità artistica nella sua città natale, Milano, Mangiarotti frequenta e consegue la laurea in Architettura al Politecnico nel 1948, nello stesso anno collabora per l'allestimento della VIII Triennale di Milano, collaborazione che rinnova anche nel 1951 in occasione della IX. Dopo una breve ma intensa esperienza negli Stati Uniti (nel 1953 e 1954), ritorna alla città natale per aprire un proprio studio di progettazione nel 1955 insieme al collega Bruno Morassutti per realizzazione di prodotti di disegno industriale e riqualifica, restauro e realizzazione di edifici abitativi e pubblici; la collaborazione dura poco, e termina nel 1960. Durante la sua esperienza statunitense, Mangiarotti viene a contatto con importanti nomi della scena internazionale come Frank Lloyd Wright, Walter Gropius, Mies van der Rohe e Konrad Wachsmann. Sempre in quel biennio partecipa al concorso “LOOP” di Chicago e, sempre nella metropoli dell'Illinois, è professore invitato dell'Institute of Design dell'Illinois Institute of Technology. Nel 1957 partecipa alla realizzazione del quartiere Feltre di Milano. Due anni più tardi realizza la prima versione di uno dei suoi oggetti di disegno industriale più famosi: la sedia "59". Nel 1961 orienta la sua professione in un nuovo settore: l'automobile. Entra, infatti, in Alfa Romeo come consulente, ma gli stimoli dati dalla casa automobilista italiana lo portano, sempre nel '61 a effettuare diversi studi di automobili componibili, utilizzando moduli e parti intercambiabili, al fine di trovare diverse soluzioni pratiche ed volumetriche. L'interesse verso l'automobilismo aumenta e lo porta a studiare una galleria del vento per la verifica del coefficiente di penetrazione aerodinamica delle autovetture. Entrambi i progetti però non ebbero esito produttivo. Progetta anche una pensilina per l'ingresso dello stabilimento Alfa Romeo di Arese, anch'esso però non viene realizzato. La sua attività di progettista procede negli anni parallelamente a quella di architetto, realizzando molti stabilimenti per aziende private, e di urbanista, realizzando molte soluzioni urbane, quartieri e infrastrutture. La sua attività professionale è accompagnata costantemente da quella didattica: nell'anno accademico 1963-1964 riceve una cattedra all'Istituto Superiore di Disegno industriale di Venezia e due anni dopo realizza uno dei suoi prodotti di disegno industriale più famosi: la lampada Lesbo, insieme alla "sorella" Saffo, in vetro soffiato per l'azienda italiana di arredamento e illuminazione Artemide. Altri prodotti famosi sono le realizzazioni create per Agape come sedia Tre3 o la libreria componibile Cavalletti, il tavolo Quattrotto e la famiglia di lavabi in pietra o marmo o i tavoli Eros ed Eccentrico, in marmo di Carrara. Questi materiali, insieme al vetro e al legno, erano molto amati da Mangiarotti, soprattutto da quando la sua passione per la scultura si fece sempre più forte. Passione che era scatenata dall'enorme interesse del progettista nei confronti della materia e dei metodi a lui possibili per lavorarla. Oltre che per Agape, Mangiarotti collabora anche con Zanotta con la poltrona IN 301 del 1968; uno degli oggetti più rilevanti del disegno industriale italiano e facente parte della collezione permanente del Triennale Design Museum ed esposta nell'edizione curata da Alessandro Mendini "Quali cose siamo". Collabora, come direttore artistico, fra gli anni ottanta e gl'anni novanta (dall'1986 al 1992) con l'azienda Colle Cristalleria realizzando brocche, decantatori e altri contenitori realizzati a mano in cristallo. Mangiarotti, oltre che in occidente (Stati Uniti e Europa) è molto conosciuto anche in Giappone dove dà vita al Mangiarotti & Associates Office con sede a Tokyo. L'attività didattica affianca quella progettuale anche in questi anni: nel 1976 svolge alcune attività didattiche all'università di Adelaide in Australia, per poi tornare in Italia: nel 1982 è professore a contratto presso la Facoltà di architettura di Palermo, nel 1983 insegna alla Facoltà di Architettura di Firenze. Ritorna alla sua prima università: il Politecnico di Milano, dove si è laureato, nel 1997, questa volta da docente tenendo un corso in Disegno industriale. Il Politecnico nel 2002 gli conferirà la laurea ad honorem in Disegno industriale. Negl'anni il designer milanese si dedica con particolare attenzione alle problematiche produttive industriali e ai processi di pre-fabbricazione (temi base dell'Analisi del ciclo di vita) al fine di dirutte l'impatto ambientale della produzione delle sue realizzazioni. Altre sue opere di disegno industriale famose sono l'orologio "Secticon" del 1956, o i prodotti in vetro per Knoll, o il T-table per Baleri Italia di Enrico Baleri e gli arredi in legno per Cassina. Famose sono anche le sue opere per l'azienda italiana Vistosi, come il lampadario Giogali del 1967, una delle opere più famose dell'artista. Pubblica un libro nel 1987 “In nome dell'architettura”.
Muore novantunenne nella sua città natale; in seguito a cremazione, le ceneri di Angelo Mangiarotti riposano in una celletta del Cimitero Maggiore di Milano.

### Infrastrutture milanesi
Oltre al disegno industriale, ciò che ha reso famoso Mangiarotti in tutto il mondo, più dell'architettura rivolta agli edifici abitativi, è l'architettura legata alle infrastrutture e all'urbanistica, nonché all'ingegneria strutturale, che nel 1998 gli ha fatto guadagnare la laurea "Honoris Causa" in Ingegneria riconosciutagli dall'università di Monaco. Tra le sue opere più importanti, sei, di enorme importanza infrastrutturale e architettonica, le ha realizzate nella sua città natale, a Milano. Si tratta di alcune stazioni del passante ferroviario. Alcune di queste opere, come la Stazione di Milano Repubblica non racchiudono solo soluzioni di tipo ingegneristico, infrastrutturale e architettonico legati alla principale funzione dell'infrastruttura, ma anche soluzioni volte al migliorare la vita dei passeggeri e la qualità dell'ambiente pubblico, come gli ampi spazi di ritrovo e i punti di riferimento, o le soluzioni specifiche per attutire al meglio i rumori, ma anche particolari estetici appositamente studiati per la struttura.
- Stazione di Rho Fiera (2006)[25]
- Stazione di Milano Villapizzone (1995)
- Stazione di Milano Repubblica (1992)
- Stazione di Milano Porta Venezia (1992)
- Stazione di Milano Certosa (1982)
- Stazione di Milano Rogoredo (1982)

## Mostre dedicate e riconoscimenti

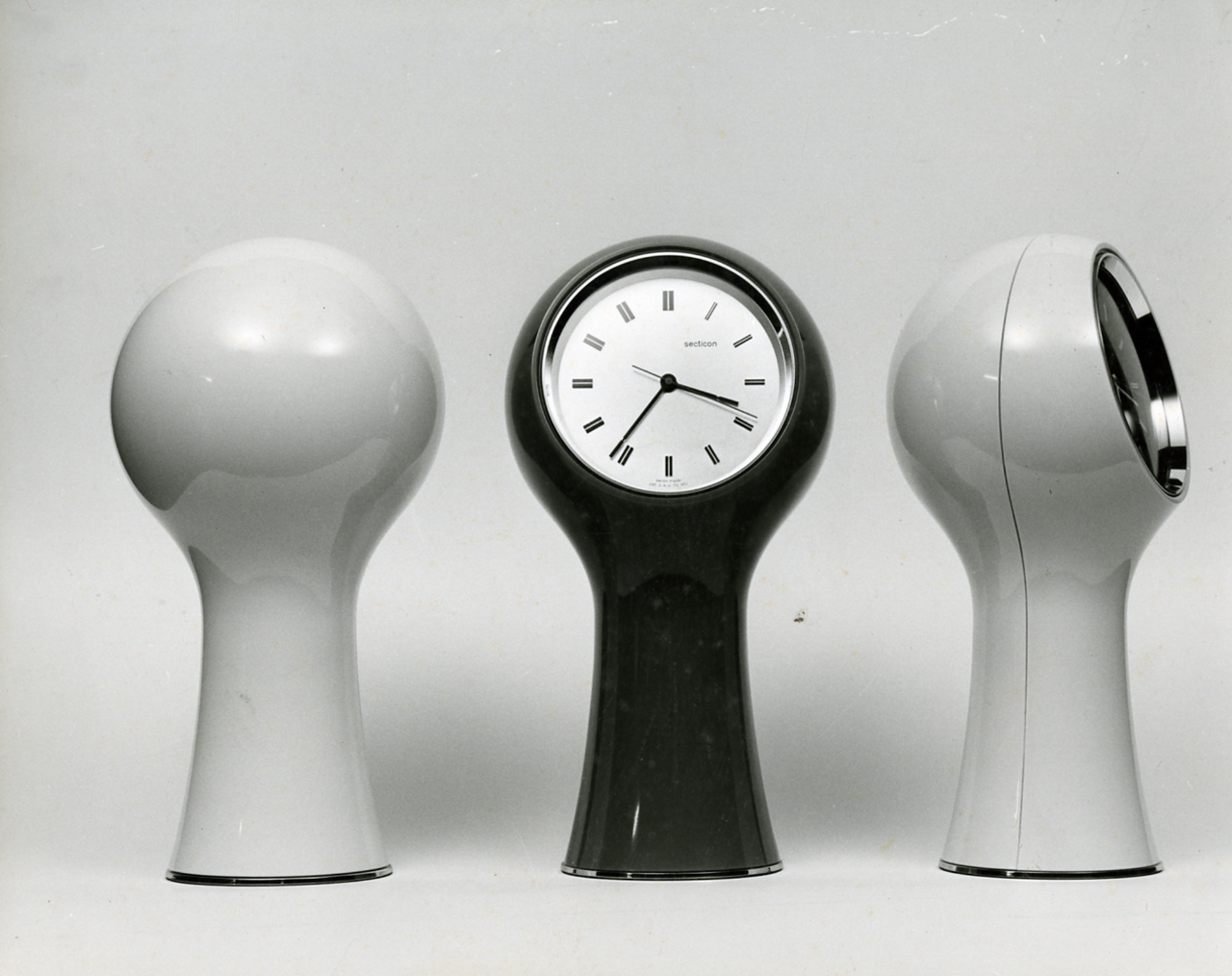
Angelo Mangiarotti e Bruno Morassutti
Secticon C-1 e C-2, 1960, orologi da tavolo per l'azienda Le Porte-Échappement Universel S.A.
Foto di Paolo Monti, 1961

### Mostre dedicate
Qui sotto un elenco delle più importanti fino al momento della sua morte:
- Firenze, "La casa abitata" - 1965
- Milano, "Cinquanta anni di architettura italiana dal 1928 al 1978" - Palazzo delle Stelline - 1979
- Parigi, Centre George Pompidou - 1983
- Chicago, Expo Center - 1983
- Oslo, Museum of science of Oslo and museum of Trondheim - 1985
- Los Angeles, California Museum of Science and Industry - 1989
- Tokyo, "Abitare Italia" - 1991
- Carrara, "IL DNA della scultura" - 1999
- Milano, Triennale di Milano - 2002
- Tokyo, Gallery-MA - 2004
- Mantova, Scolpire/costruire - Casa del Mantegna - 2009[27][28]
- Calenzago (Firenze), "Angelo Mangiarotti designer" - Museo del Design Industriale - 2010[29][30]
- Tokyo, La Filosofia del Maestro - Istituto Italiano di Cultura di Tokyo - 2012[31][32]
- Novara, "Angelo Mangiatori. La tettonica dell'assemblaggio" - Castello Visconteo/Sforzesco - 2019[33]

### Premi
- Premio Domus Formica (1956)
- Premio In/Arch per la Lombardia per la casa in via Quadronno a Milano (1963)[34]
- Primo Premio Nazionale del Golfo di La Spezia per l'Industrial Design (1963)
- Premio AIP-Associazione Italiana Prefabbricatori (1972)
- Prix Européen de la Construction Métallique (1979)
- Medaglia e diploma onorario alla III Biennale Mondiale di Architettura di Sofia (1986)
- Primo premio “Concorso Targa Alcan” (1989)
- Menzione speciale Premio Nazionale In/Arch (1989)
- Premio Design Plus per la collezione “Ergonomica” (1991)
- Marble Architectural Awards (1994)
- Premio Compasso d'oro ADI alla carriera (1994)
- Laurea “Honoris Causa” in Ingegneria - Facoltà di Architettura. Università tecnica di Monaco di Baviera (1998)
- Medaglia d'oro categoria architettura - Accademia della Torre di Carrara (1998)
- Premio Architetti Verona (1998)
- Laurea “Honoris Causa” in Disegno Industriale - Facoltà di Architettura. Politecnico di Milano (2002)
- Medaglia d'oro di “Apostolo del Design” da Rima Editrice (2006)
- Marble Architectural Awards, menzione speciale (2007)